# Demografia de Gabon

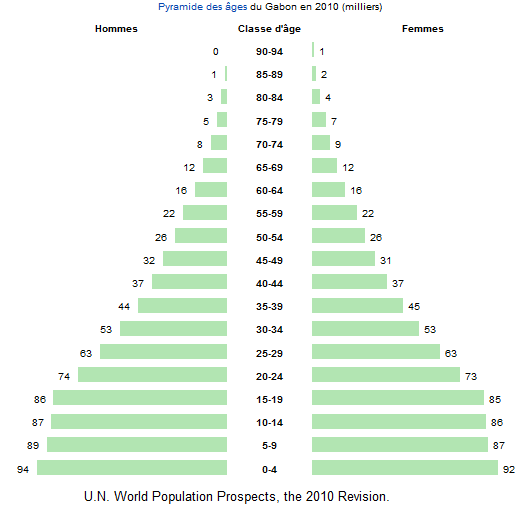
Piràmide de població de Gabon (2010).

Gabon té una població de 2.225.734 amb una densitat poblacional de 9 habitants per cada km². La majoria, el 87.1%, viuen en zones urbanes.
L'esperança de vida de la població gabonesa al néixer és de 67.03 anys (69.27 en el cas de les dones i 64.93 en el cas dels homes), sent inferior al mitjana mundial que és de 73.2 anys (75.6 en el cas de les dones i 70.8 en el cas dels homes). La taxa de fecunditat, que amb un valor inferior al 2.1 fills per dona implicaria un descens de la natalitat, és de 4 fills per dona sent així la xifra més baixa en els últims seixanta anys de la història recent del país. La taxa de mortalitat infantil és de 31.1 per cada mil naixements mentre que les morts inferiors de cinc anys ascendeixen a 42.3 per cada mil naixements.

## Estructura per edat
|               | Ambdós sexes (%) | Homes (%) | Dones (%) |
| ------------- | ---------------- | --------- | --------- |
| 0-14 anys     | 36.45            | 50.90     | 49.10     |
| 15-24 anys    | 21.9             | 52.15     | 47.85     |
| 25-54 anys    | 32.48            | 53.39     | 46.61     |
| 55-64 anys    | 5.19             | 50.01     | 49.99     |
| 65 anys o més | 3.98             | 49.99     | 50.01     |

## L'evolució de la població per divisions administratives
| Províncies      | Homes   | %     | Dones   | %     | Ambdós sexes | %     |
| --------------- | ------- | ----- | ------- | ----- | ------------ | ----- |
| Estuaire        | 456,848 | 51.01 | 438,841 | 48.99 | 895,689      | 49.46 |
| Haut-Ogooué     | 137,690 | 54.90 | 113,109 | 45.10 | 250,799      | 13.85 |
| Moyen-Ogooué    | 35,239  | 50.86 | 34,048  | 49.14 | 69,287       | 3.87  |
| Ngounié         | 50,616  | 50.20 | 50,222  | 49.80 | 100,838      | 5.57  |
| Nyanga          | 26,095  | 49.37 | 26,759  | 50.63 | 52,854       | 2.92  |
| Ogooué-Ivindo   | 32,663  | 51.61 | 30,630  | 48.39 | 63,293       | 3.50  |
| Ogooué-Lolo     | 35,306  | 53.68 | 30,465  | 46.32 | 65,771       | 3.63  |
| Ogooué-Maritime | 81,033  | 51.43 | 76,529  | 48.57 | 157,562      | 8.70  |
| Woleu-Ntem      | 78,221  | 50.47 | 76,765  | 49.53 | 154,986      | 8.55  |
| TOTAL           | 933,711 | 51.56 | 877,368 | 48.44 | 1,811,079    | 100   |

| Províncies      | Homes   | Dones   | Ambdós sexes |
| --------------- | ------- | ------- | ------------ |
| Estuaire        | 470 097 | 451 567 | 921 664      |
| Haut-Ogooué     | 141 683 | 116 389 | 258 072      |
| Moyen-Ogooué    | 36 261  | 35 035  | 71 296       |
| Ngounié         | 52 084  | 51 678  | 103 762      |
| Nyanga          | 26 852  | 27 535  | 54 387       |
| Ogooué-Ivindo   | 33 610  | 31 518  | 65 128       |
| Ogooué-Lolo     | 36 330  | 31 348  | 67 678       |
| Ogooué-Maritime | 83 383  | 78 748  | 162 131      |
| Woleu-Ntem      | 80 489  | 78 991  | 159 481      |
| TOTAL           | 960 788 | 902 812 | 1 863 600    |

| Províncies      | Homes   | Dones   | Ambdós sexes |
| --------------- | ------- | ------- | ------------ |
| Estuaire        | 483 729 | 464 663 | 948 392      |
| Haut-Ogooué     | 145 792 | 119 764 | 265 556      |
| Moyen-Ogooué    | 37 312  | 36 051  | 73 364       |
| Ngounié         | 53 594  | 53 177  | 106 771      |
| Nyanga          | 27 630  | 28 334  | 55 964       |
| Ogooué-Ivindo   | 34 585  | 32 432  | 67 017       |
| Ogooué-Lolo     | 37 383  | 32 258  | 69 641       |
| Ogooué-Maritime | 85 801  | 81 032  | 166 833      |
| Woleu-Ntem      | 82 824  | 81 282  | 164 105      |
| TOTAL           | 988 651 | 928 993 | 1 917 644    |

| Províncies      | Homes     | Dones   | Ambdós sexes |
| --------------- | --------- | ------- | ------------ |
| Estuaire        | 497 757   | 478 138 | 975 895      |
| Haut-Ogooué     | 150 020   | 123 238 | 273 257      |
| Moyen-Ogooué    | 38 395    | 37 097  | 75 491       |
| Ngounié         | 55 149    | 54 719  | 109 868      |
| Nyanga          | 28 432    | 29 155  | 57 587       |
| Ogooué-Ivindo   | 35 588    | 33 373  | 68 961       |
| Ogooué-Lolo     | 38 468    | 33 193  | 71 661       |
| Ogooué-Maritime | 88 289    | 83 382  | 171 671      |
| Woleu-Ntem      | 85 225    | 83 639  | 168 865      |
| TOTAL           | 1 017 322 | 955 934 | 1 973 256    |